# Mount Ovington
Mount Ovington är ett berg i Kanada.   Det ligger i provinsen British Columbia, i den centrala delen av landet, 3 300 km väster om huvudstaden Ottawa. Toppen på Mount Ovington är 2 318 meter över havet.
Terrängen runt Mount Ovington är bergig åt sydväst, men åt nordost är den kuperad. Trakten runt Mount Ovington är nära nog obefolkad, med mindre än två invånare per kvadratkilometer.. Det finns inga samhällen i närheten. 
I omgivningarna runt Mount Ovington växer i huvudsak barrskog.